# Förbundet i Baha'i-tron
I Bahá'í-tron finns det två förbund som betecknas som "större" och "mindre". Det större förbundet syftar till en överenskommelse om progressiv uppenbarelse: att Gud kommer att sända budbärare ungefär vart tusende år, och det åligger mänskligheten att erkänna dem och bejaka deras läror. Det mindre förbundet är överenskommelsen mellan trons grundare, Bahá'u'lláh, och hans anhängare, när det gäller ledarskapet och upprätthållandet av enhet. 
frågan om efterföljden i Bahá'í-förbundet avgjordes uttryckligt och i skriftlig form, vilket gav en klar auktoritets kedja som ledde till att bahá'íerna följde 'Abdu'l-Bahá som den auktoriserade uttolkaren av Bahá'í-skrifterna efter Bahá'u'lláhs bortgång, och som den som skulle leda samfundet.  Bahá'u'lláh beskrev Universella rättvisans hus, en institution med nio medlemmar som skulle kunna lagstifta om religiösa frågor, och dessutom nämnde han i förbigående en roll för hans ättlingar, vilket båda verkställdes av ʻAbdu'l-Bahá när han utnämnde Shoghi Effendi till Beskyddaren. Efter Shoghi Effendis bortgång förblev Universella Rättvisans Hus, som valdes först 1963, det högsta styrande organet för det världsomspännande bahá'í-samfundet. Den som avvisar en länk i denna kedja av ledare betraktas som en förbunds brytare.
Bahá'u'lláhs förbund och dess garanti för enhet, representerar ett unikt inslag inom bahá'í-religionen. Till exempel betraktas Jesu utnämning av Sankt Petrus och Muhammeds av Ali som efterföljare, som oskrivna försök att bevara enheten vilka till slut misslyckades när deras religioner splittrades i stridande fraktioner. Genom förbundet förhindrade Bahá'í-tron schism, och de många försöken att etablera alternativt ledarskap har misslyckats att dra till sig ett stort antal anhängare på grund av avsaknaden av skriftlig auktoritet.

## Större förbund
Det större förbundet syftar på det avtal som alla Guds budbärare ingår med sina anhängare angående nästa budbärare som Gud kommer att sända. Enligt Bahá'u'lláh, grundaren av Bahá'í-tron, lovar Gud att alltid sända gudomliga lärare för att leda mänskligheten i en process som kallas progressiv uppenbarelse. Bahá'íer tror att profetior om Guds större förbund finns i alla religioners skrifter och att varje budbärare specifikt förutsäger nästa som ska komma. Som sin del av det större förbundet har varje religions anhängare en skyldighet att öppensinnat undersöka om en person, som hävdar att vara den utlovade budbäraren för sin tro, verkligen andligt uppfyller de relevanta profetiorna eller inte.

## Guds manifestationer
Bahá'íer ser Gud som ett unikt, evigt väsen, den allsmäktige och allvetande skaparen av alla. Även om Gud är oändligt upphöjd över sin skapelse, förmedlas hans kärleksfulla vilja troget till mänskligheten genom en serie profeter eller gudomliga budbärare, som bahá'íerna kallar Guds manifestationer.  För att uttrycka Guds vilja för denna värld uppenbaras de sociala och andliga principer och lagar som fostrar människor i enlighet med deras förmågor och de specifika behoven i den tid och på den plats där varje manifestation framträder. Som en länk mellan Gud och mänskligheten kom det som dessa gudomliga lärare gav till människor, med tiden, att bli grunden för det som nu är känt som världens stora religioner.

Bahá'u'lláh lär att Guds manifestationer besitter en dubbel natur; de är både gudomliga och mänskliga. De är inte inkarnationer av Gud, men de är inte heller vanliga människor. Bahá'u'lláh liknar alla manifestationer vid rena, polerade speglar skapade av Gud för att fullkomligt återspegla hans kunskap och attribut i syftet att tydligt återspegla Skaparens vilja genom föreskrivande läror de förmedlar till världen
"... [Gud] har påbjudit att det i varje tidsålder och religionsordning uppenbaras en ren och fläckfri Själ i jordens och himmelens riken. Denna svårfattliga, denna gåtfulla och förandligade Varelse har Han tilldelat en tvåfaldig natur - den fysiska som tillhör stoftets värld och den    andliga som är född av Guds eget väsen. Han har dessutom förlänat Honom en tvåfaldig ställning. Den första ställningen, som är förknippad med Hans innersta verklighet, framställer Honom som en vars röst är Guds egen röst...Den andra ställningen är den mänskliga ställningen...Dessa avskiljandets Väsen, dessa strålande Verkligheter är kanalerna för Guds allt genomträngande nåd"

## Framåtskridande uppenbarelse
Progressiv uppenbarelse är en central lära inom Bahá'í-tron. Den menar att religiös sanning gradvis uppenbaras av Gud genom historien via en rad gudomliga manifestationer, i enlighet med Guds löfte i det stora förbundet. Denna eviga process har beskrivits av Báb, en av Bahá'í-trons manifestationer, på följande vis:
"Universums Herre har aldrig frambringat en profet, ej heller sänt ned en bok utan att ha upprättat sitt förbund med alla människor och krävt deras godkännande av nästkommande uppenbarelse och nästa bok, eftersom Hans frikostighets utgjutelser är oupphörliga och utan gräns"
Varje Guds manifestation för med sig en uppenbarelse som är anpassad för befolkningen vid den tid och på den plats där den sker. Skillnaderna mellan uppenbarelserna anses inte bero på kunskapen kunskapen hos en specifik manifestation, utan på de olika samhälleliga behoven och faktorer som speglar "omständigheterna", "tidens varierande krav" och "den andliga kapaciteten" hos de som tar emot undervisningen. Genom denna skola av gudomlig ledning har människan gradvis utvecklats för att uppnå ständigt större omfång av enhet som omfattar familjer, klaner, stadsstater och i det senaste skedet nationer. Utifrån detta koncept erkänner bahá'íerna det gudomliga ursprunget hos alla världens stora religioner och betraktar dem som olika faser i en omfattande utbildningsprocess instiftad av Gud. Bahá'íer tror även att Bahá'u'lláh är Guds senaste sändebud, och att mänskligheten genom att följa hans läror slutligen kommer att nå sin kollektiva mognad.

## Profetia
Innehållet i och löftet om ett större gudomligt förbund med alla människor utgör en central del i religiös litteratur, vilket framgår i profetior och omnämns av de gudomliga lärarna.
Bahá'íer accepterar Báb som uppfyllandet av de islamiska profetiorna om Mahdis återkomst, som förutsagts av Muhammed, och ser i Bahá'u'lláh den symboliska uppfyllelsen av messianska och relaterade eskatologiska profetior från världens stora religioner och grupper.  Dessa inkluderar för judendomen inkarnationen ankomsten av "Den Evige Fadern" enligt julprofetian i Jesaja 9:6, "Härarnas Herre"; för kristendomen "Sanningens Ande" eller "Tröstaren" som Jesus förutsade i sitt avskedstal i Johannes 14-17 och Kristi återkomst "i Faderns härlighet"; för zoroastrismen Shah Bahram Varjavands återkomst; för shia-islam återkomsten av den tredje imamen, Imam Husayn; för sunni-islam Jesu återkomst; och för Bábí-tron "Honom som Gud ska uppenbara". Bahá'í-troende ser också Bahá'u'lláhs ankomst som uppfyllelsen av "hinduernas reinkarnation av Krishna" och när det gäller buddhister som ankomsten av "den femte Buddhan".

## Förpliktelser
Bahá'u'lláh lär att individer har en dubbel skyldighet som svar på Guds löfte att ständigt sända budbärare. Den första är att erkänna och acceptera den nya manifestationen när denne anländer, och den andra är att följa och omsätta de nya läror han för med sig i praktiken; Bahá'u'lláh framhåller att dessa tvillingplikter är oskiljaktiga. I sin lagbok uttrycker han detta:
"Den första plikt som Gud föreskrivit Sina tjänare är erkännandet av Honom som är Hans uppenbarelses Gryning och Hans lagars Källsprång, som företräder Gudomen både i Hans saks konungarike och i skapelsens värld. Vemhelst som utför denna plikt har uppnått allt gott... Det åligger var och en som når denna mest upphöjda ställning, denna höjdpunkt av överlägsen härlighet, att iaktta varje föreskrift från Honom som är världens Åstundade. Dessa tvillingplikter är oskiljbara. Ingendera är godtagbar utan den andra"
När Gud förverkligar sitt större förbund genom progressiv uppenbarelse, framhåller Bahá'u'lláh i sin bok ”Visshetens Bok” att Herren även testar renheten och uppriktigheten i hjärtat hos dem som säger sig vara trogna anhängare av en tidigare manifestation, varje gång en ny manifestation framträder. Dessa tester genomförs på olika sätt för att avgöra om individer är tillräckligt andligt mottagliga för att erkänna Gud som talar genom en ny manifestation, eller om de avvisar honom genom att blint hålla fast vid traditioner och missuppfattningar om den andliga verkligheten som prästerna förmedlar.
Baserat på det faktum att alla manifestationer representerar samma Gud, framhåller Bahá'u'lláh dessutom att förkasta någon av Guds manifestationer är likvärdigt med att förkasta dem alla. Han uttrycker detta som följer: "Var övertygad om att den som avvisar denna skönhet också har avvisat budbärarna från det förflutna och visar övermod inför Gud från evighet till evighet."

## Mindre förbund
För att särskilja det från Guds eviga större förbund med mänskligheten, refererar bahá'íerna till ett förbund som en manifestation ingår med sina följare, som handlar om vem de bör vända sig till och följa direkt efter hans bortgång, som det mindre förbundet.

Två utmärkande egenskaper hos Bahá'ís mindre förbund, även känt som Bahá'u'lláhs förbund inom Bahá'í-tron, är dess explicita natur och att det är förmedlat genom autentiska skriftliga dokument. Detta förbund tjänar som skydd mot ideologiska splittringar. Eftersom Bahá'u'lláhs specifika gudomliga uppdrag är att etablera global enighet, är den bestående enheten inom hans religion en nödvändig förutsättning för att nå detta mål. 'Abdu'l-Bahá, Bahá'u'lláhs äldste son, förklarar:
"Det första villkoret är fasthet i Guds förbund. Ty kraften i Förbundet skyddar Bahá'u'lláhs sak från tvivlen bland villfarelsens folk. Detta är den befästa borgen för Guds sak och den fasta pelaren i Guds religion. Idag kan ingen makt bevara enigheten inom bahá’í-världen utom Guds förbund, annars skulle meningsskiljaktigheter likt en väldig storm komma att omfatta bahá’í-världen. Det är uppenbart att enhetens axel bland människorna utgörs av kraften i Förbundet och ingenting annat. Hade icke Förbundet skapats, hade det icke uppenbarats av den högsta Pennan och hade icke Förbundsboken likt strålen från verklighetens Sol upplyst världen, skulle Guds saks kraft ha varit helt upplöst och vissa själar som varit fångar i sina lidelser och begär, skulle ha tagit en yxa i sina händer och huggit roten av detta välsignade träd"
Nära förknippat med att följa all vägledning från sin utsedda efterträdare, stipulerar Bahá'u'lláhs förbund att individer och hela bahá'í-samfundet ska kärleksfullt stödja ledarskapet för de administrativa institutioner som Bahá'u'lláh har etablerat för sin tro.
Inom Bahá'í-tron är alla troende välkomna att ha personliga teologiska åsikter, men de bör inte påtvinga dem på andra. Att vara stadigt förankrad i Bahá'u'lláhs förbund, lojal mot dess stadgar och ha ett orubbligt förtroende för att besluten från Bahá'í-trons centrala myndighet återspeglar Guds vilja, är en av de främsta andliga dygderna för bahá'íer.

## Kitáb-i-ʻAhd
Bahá'u'lláh grundade Bahá'í-trons succession genom ett dokument benämnt Kitáb-i-`Ahd (Förbundets Bok), skrivet för hand av honom själv och överlämnat till 'Abdu'l-Bahá före sin egen bortgång. I detta dokument bekräftade Bahá'u'lláh sin gudomliga uppdrag, uppmanade mänskligheten att följa det som skulle upphöja den och förbjöd konflikter och stridigheter. Han placerade också tydligt och bestämt trons uppdrag som efterträdare i händerna på den Mäktigaste Grenen, en titel som uteslutande var reserverad för 'Abdu'l-Bahá.
Flera år tidigare, under slutet av Edirne-perioden (september 1867–augusti 1868), författade Bahá'u'lláh ett dokument kallat Grenens Skrift . I detta dokument förkunnade han 'Abdu'l-Bahás höga position, med titeln Ghuṣn-i-A'ẓam ('den största grenen'), vilket förebådade hans framtida utnämning i Kitáb-i-'Ahd som efterträdare. I sin lagbok föreskrev han att bahá'íerna efter hans bortgång skulle vända sig till "den som Gud har bestämt, som har förgrenat sig från denna uråldriga rot". När Kitáb-i-'Ahd lästes efter Bahá'u'lláhs bortgång, bekräftades hans tidigare omnämnanden av 'Abdu'l-Bahá i dessa dokument och detta förstod de troende. Till skillnad från tidigare religioner, genom att ge 'Abdu'l-Bahá ställningen och auktoriteten som förbundets centrum, framhöll Bahá'u'lláh i flera uttalanden att 'Abdu'l-Bahá var en unik och bestående förebild för andra att efterlikna, för att han var begåvad av Gud med "perfektion i personligt och socialt beteende".

## Ytterligare utveckling
I sitt eget testamente förlängde 'Abdu'l-Bahá Bahá'u'lláhs mindre förbund med de troende genom att utnämna sitt äldsta barnbarn Shoghi Effendi till beskyddare och ledare för Bahá'í-tron. Bahá'u'lláhs förbund hade gett 'Abdu'l-Bahá positionen som den enda auktoriserade tolkaren av trons heliga texter. 'Abdu'l-Bahá överförde sedan samma roll och auktoritet till Shoghi Effendi som "uttolkare av Guds ords ".
'Abdu'l-Bahá bekräftade också i sitt testamente att, förutom Beskyddaren, var det Universella Rättvisans Hus, etablerat i Bahá'u'lláhs lagbok som det högsta lagstiftande organet för hans tro, den andra institutionen som tilldelades globalt ledarskap och auktoritet inom bahá'í-tron.  Mandatet för Universella Rättvisans hus är att lagstifta om alla frågor som inte uttryckligen behandlas i Bahá'í-skrifterna, med löftet från Bahá'u'lláh att Gud kommer att "inspirera dem med vad Han vill". Universella Rättvisans Hus blev ledande organ för Bahá'í-tron vid dess första val 1963, med deltagande av bahá'íer från hela världen.
Bahá'u'lláhs förbund omnämns specifikt av Shoghi Effendi som medlet för att styra och kanalisera de andliga krafter som frigörs av Bahá'u'lláhs uppenbarelse i denna värld, och för att "säkerställa deras harmoniska och oavbrutna funktion efter Hans bortgång". Han förtydligade också att förbundets syfte är att bevara Trons inflytande och integritet, att skydda dess enhet och att stimulera dess tillväxt runt om på planeten.